# WHTZ
WHTZ（FM 100.3MHz），是美国纽约市曼哈顿的一家调频广播电台，覆盖纽约大都市区。WHTZ以高清广播格式（HD Radio）广播，该电台也可以通过天狼星XM（第12频道）收听。